# 杏林街道 (厦门市)
杏林街道是中国福建省厦门市集美区下辖的一个街道办事处。

## 历史沿革
2004年，从杏林街道划出日升、三秀、杏堤3个社区归新设立杏滨街道，从杏滨街道划出西亭、内林、杏林、高浦4个村归杏林街道。

## 行政区划
杏林街道共辖8个社区，分别是：
纺织社区、曾营社区、宁宝社区、西亭社区、杏林社区、内林社区、高浦社区和杏北社区。 